# Kujō Yoritsune
En aquest nom japonès, el cognom és Kujō.
Kujō Yoritsune (九条 頼経, 12 de febrer de 1218 - 1 de setembre de 1256) va ser el quart shogun del shogunat Kamakura del Japó; va governar entre 1226 fins al 1244. El seu pare va ser el kanpaku Kujō Michiie i la seva àvia era sobirana del primer shogun Minamoto no Yoritomo.
També era conegut com a Fujiwara no Yoritsune, pertanyia a la família Kujō, una de les cinc branques del poderós clan cortesà de Fujiwara.
Es va convertir en shogun als set anys però els regents del shogunat Hōjō Yoshitoki i Hōjō Masako eren qui controlaven al shogun, en un intent de convertir-lo en un governant titella.
Sota la pressió del clan Hōjō, va haver de cedir la posició del shogun al seu fill Kujō Yoritsugu, ja que era bastant gran per ser controlat. Després es va convertir en monjo budista.